# Böhlerwerk (Gemeinde Sonntagberg)
Böhlerwerk ist eine Ortschaft und eine Katastralgemeinde der Gemeinde Sonntagberg im Bezirk Amstetten in Niederösterreich. Die Ortschaft hat 1002 Einwohner (Stand 1. Jänner 2024).
Der Name leitet sich von dem Industriebetrieb (heute voestalpine Böhler Profil GmbH.) ab, den Emil und Albert Böhler ab 1872 im Ort errichteten und dessen Name in der Folge auf die Arbeitersiedlung übertragen wurde. Die älteren Ortsnamen wie Gerstl und Nelling sind heute kaum mehr gebräuchlich, finden sich aber fallweise noch in lokalen Bezeichnungen.

## Siedlungsentwicklung
Zum Jahreswechsel 1979/1980 befanden sich in der Katastralgemeinde Böhlerwerk insgesamt 152 Bauflächen mit 79.037 m² und 101 Gärten auf 67.937 m², 1989/1990 waren es 140 Bauflächen. 1999/2000 war die Zahl der Bauflächen auf 539 angewachsen und 2009/2010 waren es 282 Gebäude auf 565 Bauflächen.

## Geschichte
Der Ort entstand, als Emil und Albert Böhler im Jahr 1872 hier eine Werkzeugfabrik errichteten, um die in der Folge eine Siedlung entstand. Laut Adressbuch von Österreich waren im Jahr 1938 in der Ortsgemeinde Böhlerwerk ein Taxiunternehmer, ein Bäcker, ein Fleischer, zwei Friseure, fünf Gastwirte, fünf Gemischtwarenhändler, ein Kino, ein Mechaniker, ein Schlosser, zwei Schmiede, ein Schneider, zwei Schuster, drei Versicherungsagenturen, eine Werkzeughandlung und ein Landwirt ansässig. Zudem gab es im Ort eine Wohnbaugenossenschaft, dominant war aber das Böhlerwerk der Gebr. Böhler&Co. AG. Gegen Ende des Zweiten Weltkrieges wurden ab August 1944 ungarische Juden in der Firma Gebrüder Böhler u. Co. als Zwangsarbeiter eingesetzt.

## Landwirtschaft
Die Katastralgemeinde ist landwirtschaftlich geprägt. 37 Hektar wurden zum Jahreswechsel 1979/1980 landwirtschaftlich genutzt und 3 Hektar waren forstwirtschaftlich geführte Waldflächen. 1999/2000 wurde auf 21 Hektar Landwirtschaft betrieben und 7 Hektar waren als forstwirtschaftlich genutzte Flächen ausgewiesen. Ende 2018 waren 17 Hektar als landwirtschaftliche Flächen genutzt und Forstwirtschaft wurde auf 6 Hektar betrieben. Die durchschnittliche Bodenklimazahl von Böhlerwerk beträgt 28,6 (Stand 2010).

## Öffentliche Einrichtungen
In Böhlerwerk gibt es einen Kindergarten und eine Volksschule.

## Verkehr
Die an der Rudolfsbahn gelegene Haltestelle Böhlerwerk a.d. Ybbs befindet sich am rechten Ufer der Ybbs, allerdings bereits auf dem Gemeindegebiet von Waidhofen.

## Persönlichkeiten
- Eduard Keusch (* 1941), Angestellter, Politiker und Abgeordneter zum Landtag von Niederösterreich